# قائمة ابطال دبليو دبليو إي ديفاز
بطولة دبليو دبليو إي ديفاز هي بطولة مصارعة محترفة خاصة بالنساء. تم الإعلان عن إنشاء البطولة في 6 يونيو 2008 بواسطة مديرة عام سماك داون فيكي غيريرو باعتبارها المسؤولة عن عرض رو وتحديداً بطولة النساء, ان كلمة «ديفاز» في اسم البطولة يشير إلى الاسم المستعار دبليو دبليو إي ديفا الذي يستخدم للإشارة المصارعين الإناث، في 13 أبريل 2009 تم نقل الحزام من سماك داون إلى رو بسبب البطلة في ذلك الوقت ماريس التي أنتقلت إلى رو وهي أساساً من فئة عرض الرو، في 19 سبتمبر 2010 في حدث الدفع مقابل المشاهدة ليلة الابطال, ميشيل مكول (مع شريكتها في الفريق / البطلة الرسمية ليلى) هزمت بطلة الديفاز ميلينا حينها اعتزلت بطولة النساء وتم توحيدها مع بطولة الديفاز 
استقال اللقب في الثالث من أبريل عام 2016 وتحديدا في حدث راسلمينيا 32. بعد أن أعلنت المصارعة المعتزلة ليتا أن اللقب الجديد بطولة دبليو دبليو إي النسائية سيأخد مكان يطولة الديفاز. حاملة اللقب تشارلوت هزمت كل من بيكي لينش و ساشا بانكس في مباراة ثلاثية في الحدث لتصبح أول بطلة دبليو دبليو إي النسائية وآخر بطلة للديفاز.

## تاريخ الحزام

### الأسماء
| الاسم                              | السنة                      |
| ---------------------------------- | -------------------------- |
| بطولة دبليو دبليو إي ديفاز         | 20 يوليو 2008-3 أبريل 2016 |
| بطولة دبليو دبليو إي ديفاز الموحدة | 19 سبتمبر 2010             |

### حاملين الحزام
| رقم حمل الحزام | هو عدد المرات التي حملت فيه المصارعة الحزام |
| الموقع         | المكان الذي فازت فيه البطلة بالحزام         |
| الحدث          | الحدث الذي فازت فيه البطلة بالحزام          |

| #  | الاسم               | عدد حمل الحزام | التاريخ         | عدد الايام | الموقع                 | الحدث                      | ملاحظات | مصدر              |
| -- | ------------------- | -------------- | --------------- | ---------- | ---------------------- | -------------------------- | --- | ----------------- |
| 1  | ميشيل مكول          | 1              | 20 يوليو 2008   | 155        | يونيوندايل، نيويورك    | ليلة باش الأمريكية العظيمة | مكول هزمت ناتاليا لتكون أول بطلة ديفاز | [ 4 ]             |
| 2  | ماريس               | 1              | 22 ديسمبر 2008  | 216        | تورونتو, اونتاريو      | سماك داون                  | ماريا كانليس كانت الحكمة الخاصة بالمباراة. اللقب أصبح ضمن فئة رو في 13 أبريل 2009 حيث تم نقل ماريس لعرض الرو. | [ 5 ] [ 6 ] [ 7 ] |
| 3  | ميكي جيمس           | 1              | 26 يوليو 2009   | 78         | فيلادلفيا, بنسيلفانيا  | ليلة الأبطال               | | [ 8 ]             |
| 4  | جيليان هال          | 1              | 12 اوكتوبر 2009 | 00:04:30   | إنديانابوليس، إنديانا  | رو                         | | [ 9 ]             |
| 5  | ميلينا              | 1              | 12 اوكتوبر 2009 | 84         | إنديانابوليس، إنديانا  | رو                         | | [ 10 ]            |
| —  | تم التخلي عن الحزام | —              | 24 يناير 2009   | —          | دايتون، أوهايو         | رو                         | تم التخلي عنه عندما مزقت ميلينا رباطها المتصالب الامامي ومنعت من المنافسة على الحلبة | [ 11 ]            |
| 6  | ماريس               | 2              | 22 فبراير 2009  | 49         | إنديانابوليس، إنديانا  | رو                         | هزمت غايل كيم في نهائي الدوري لتحصل على اللقب المتخلى عنه | [ 12 ]            |
| 7  | إيف توريس           | 1              | 12 ابريل 2010   | 69         | لندن، إنجلترا          | رو                         | | [ 13 ]            |
| 8  | اليشيا فوكس         | 1              | 20 يونيو 2010   | 56         | يونيوندايل، نيويورك    | رباعي 2010                 | كانت مباراة رباعية تحتوي أيضا على غايل كيم و ماريس فوكس ثبتت ماريس لتفوز | [ 14 ]            |
| 9  | ميلينا              | 2              | 15 اغسطس 2010   | 35         | لوس أنجلوس, كاليفورنيا | سمر سلام                   | | [ 15 ]            |
| 10 | ميشيل مكول          | 2              | 19 سبتمبر 2010  | 63         | روسمونت, الينوي        | ليلة الأبطال               | هذه كانت مباراة الحطابات عندما توحدتا بطولة النساء و بطولة الديفاز أصبح الحزام لاحقا لكلا العرضين رو و سماك داون وسميت بعد ذلك "بطولة دبليو دبليو إي ديفاز الموحدة" وللحفاظ على السلالة لبطولة الديفاز حينها كانت بطولة النساء ملغية، كانت ليلى البطلة الغير رسمية خلال هذا الرقم ودافعت عن البطولة في مكان مكول | [ 8 ] [ 16 ]      |
| 11 | ناتاليا             | 1              | 21 نوفمبر 2010  | 70         | ميامي, فلوريدا         | سورفايفر سيرييس            | كانت هذه المباراة مباراة غير متكافئة كانت تضم ليلى كعضو في فريق ميشيل مكول | [ 17 ]            |
| 12 | إيف توريس           | 2              | 30 يناير 2011   | 71         | بوسطن, ماساتشوستس      | رويال رمبل                 | كانت مباراة رباعية تحتوي أيضا على ليلى و ميشيل مكول. إيف ثبتت ليلى لتفوز | [ 18 ]            |
| 13 | براي بيلا           | 1              | 11 ابريل 2011   | 70         | بريدجبورت، كونيتيكت    | رو                         | | [ 19 ]            |
| 14 | كيلي كيلي           | 1              | 20 يونيو 2011   | 104        | بالتيمور، ماريلاند     | رو                         | هذا الحدث كان "رو (السلطة للشعب)" كحلقة من حلقات رو، الذي كان خصم براي بيلا من اختيار الجمهور والجمهور صوت لـ كيلي كيلي لتتغلب على (إيف توريس و بيث فينيكس) | [ 20 ]            |
| 15 | بيث فينيكس          | 1              | 2 اوكتوبر 2011  | 204        | نيو أورلينز، لويزيانا  | الجحيم في زنزانة           | | [ 21 ]            |
| 16 | نيكي بيلا           | 1              | 23 ابريل 2012   | 6          | ديترويت, ميشيغان       | رو                         | كانت مباراة حطابات | [ 22 ]            |
| 17 | ليلى                | 1              | 29 ابريل 2012   | 140        | روسمونت, الينوي        | اكستريم رولز (2012)        | ليلى ثبتت براي بيلا لتفوز بالحزام بعدما التوأمين تبادلا دون أن يلاحظ الحكم | [ 23 ]            |
| 18 | إيف توريس           | 3              | 16 سبتمبر 2012  | 120        | بوسطن, ماساتشوستس      | ليلة الأبطال               | | [ 24 ]            |
| 19 | كايتلن              | 1              | 14 يناير 2013   | 153        | هيوستن، تكساس          | الذكرى ال25 لعرض رو        | اذا ايف عدت خارجا او خرقت القوانين سوف تخسر الحزام | [ 25 ] [ 26 ]     |
| 20 | اي جي لي            | 1              | 16 يونيو 2013   | 295        | روسمونت, الينوي        | بايباك                     | | [ 27 ]            |
| 21 | بايج                | 1              | 7 ابريل 2014    | 84         | نيو أورلينز، لويزيانا  | رو                         | | [ 28 ]            |
| 22 | اي جي لي            | 2              | 30 يونيو 2014   | 48         | هارتفورد، كونيتيكت     | رو                         | | [ 29 ]            |
| 23 | بايج                | 2              | 17 اغسطس 2014   | 35         | لوس انجلوس, كاليفورنيا | سمر سلام                   | | [ 30 ]            |
| 24 | اي جي لي            | 3              | 21 سبتمبر 2014  | 63         | ناشفيل, تينيسي         | ليلة الأبطال               | كانت مباراة ثلاثية تضم أيضا نيكي بيلا | [ 31 ]            |
| 25 | نيكي بيلا           | 2              | 23 نوفمبر 2014  | 301        | سانت لويس, ميزوري      | سورفايفر سيرييس            | | [ 32 ]            |
| 26 | شارلوت فلير         | 1              | 20 سبتمبر 2015  | 196        | هيوستن, تيكساس         | ليلة الأبطال               | |                   |
| —  | تم استبداله         | —              | 3 أبريل 2016    | —          | أرلينغتون, تكساس       | راسلمينيا 32               | المصارعة المعتزلة ليتا أعلنت أن الفائز بالمباراة الثلاثية بين تشارلوت و بيكي لينش و ساشا بانكس سيصبح أول بطل لبطولة دبليو دبليو إي النسائية وأن لقب الديفاز سيلغى. |                   |

## الارقام جنبا إلى جنب

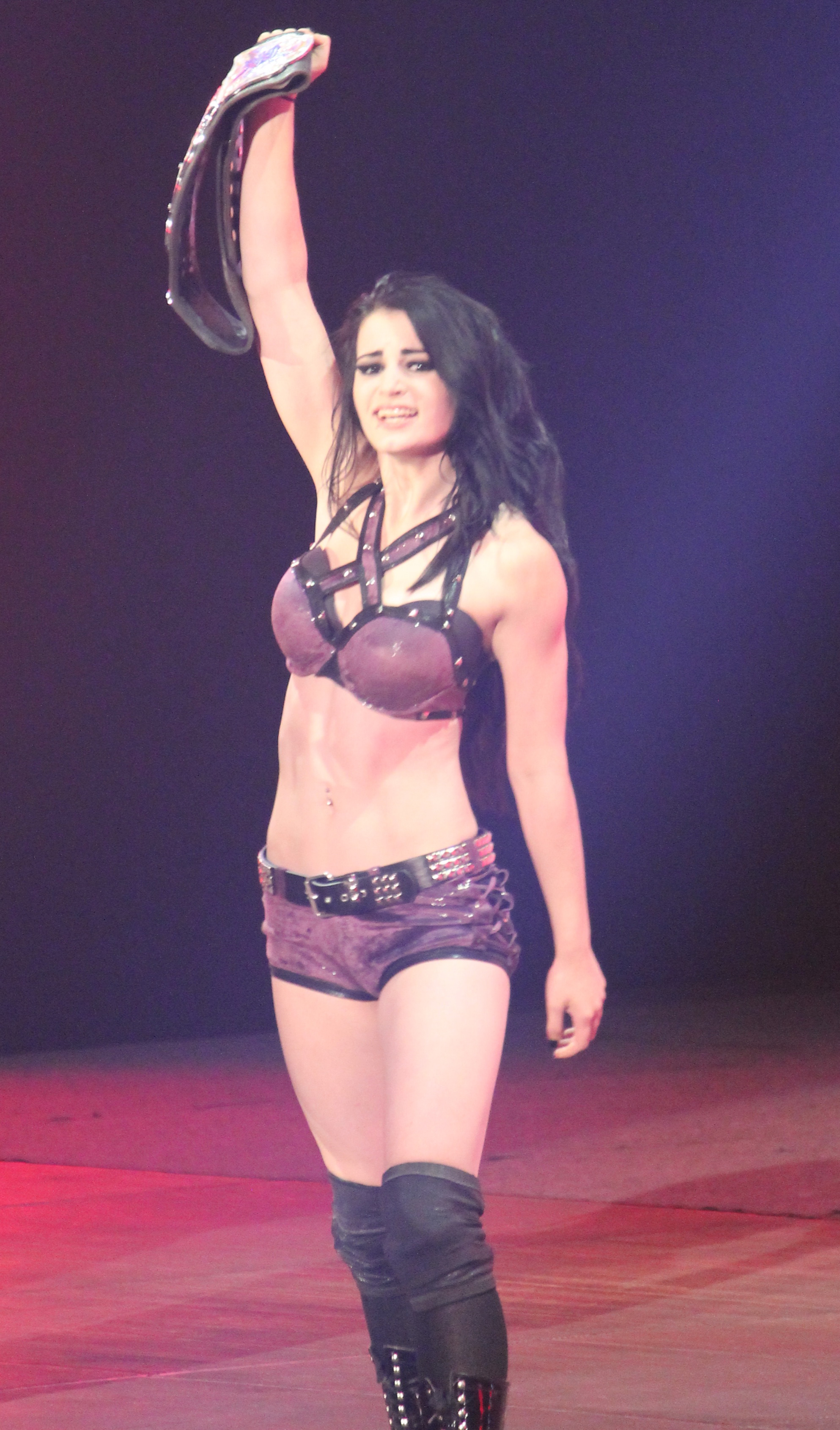
بايج هي أصغر ديفا حملت اللقب حيث فازت البطولة اثناء دخولها الاتحاد بعمر ال21.

| الترتيب | البطل       | عدد حمل الحزام | جمع الايام التي حمل فيها الحزام |
| ------- | ----------- | -------------- | ------------------------------- |
| 1       | اي جي لي    | 3              | 406                             |
| 2       | نيكي بيلا   | 2              | 307                             |
| 3       | ماريس       | 2              | 265                             |
| 4       | إيف توريس   | 3              | 260                             |
| 5       | ميشيل مكول  | 2              | 218                             |
| 6       | بيث فينكس   | 1              | 204                             |
| 7       | تشارلوت     | 1              | 196                             |
| 8       | كايتلن      | 1              | 153                             |
| 9       | ليلى        | 1              | 140                             |
| 10      | ميلينا      | 2              | 119                             |
| 10      | بايج        | 2              | 119                             |
| 12      | كيلي كيلي   | 1              | 104                             |
| 13      | ميكي جيمس   | 1              | 78                              |
| 14      | ناتاليا     | 1              | 70                              |
| 14      | براي بيلا   | 1              | 70                              |
| 16      | اليشيا فوكس | 1              | 56                              |
| 17      | جيليان هال  | 1              | <1                              |